# Propriedades coligativas
Propriedades coligativas das soluções são propriedades físicas que se somam pela presença de um ou mais solutos e dependem única e exclusivamente do número relativo de partículas de soluto e solvente (concentração) das espécies (moléculas ou íons) que estão dispersas na solução, não dependendo da natureza do soluto. Isso significa dizer que a quantidade relativa, e não a natureza (como tamanho, estrutura molecular ou massa), das partículas que estão juntas na solução é que irá influenciar na formação das propriedades (ou efeitos) coligativas.
- Tonoscopia: diminuição da pressão máxima de vapor.
- Ebulioscopia: aumento da temperatura de ebulição.
- Crioscopia: decaimento da temperatura de solidificação.
- Osmometria: aumento da pressão osmótica.

Os três primeiros foram estudados por Raoult, enquanto que o último foi estudado por  J.H. van't Hoff. 
Todas as propriedades coligativas surgem da diminuição do potencial químico do líquido solvente como resultado da presença do soluto. A diminuição do potencial químico do solvente implica aumento da temperatura em que ocorrerá o equilíbrio líquido-vapor  e diminui a temperatura em que ocorre o equilíbrio sólido-líquido (o ponto de fusão é diminuído).
A origem molecular da diminuição do potencial químico não está na energia de interação entre o soluto e as partículas do solvente, porque a elevação também ocorre em soluções ideais (as quais tem entalpia de mistura igual a zero).
A entropia do gás reflete a ordem de suas moléculas e a pressão de vapor reflete a tendência da solução em aumentar sua entropia, o que pode ser conseguido se o líquido evaporar para formar um gás mais desordenado. Quando o soluto está presente, ele contribui para aumentar a entropia da solução e a tendência dela em formar gás é diminuida. Assim o ponto de ebulição é aumentado.
1. Da mesma forma, o aumento da desordem da solução pela adição do soluto contribui para que ela não permaneça em seu estado sólido e funda, diminuindo o ponto de fusão.

A redução do potencial químico é de μ*A (solvente puro) para μ*A + RT ln xA quando o soluto é presente (ln xA é negativo porque xA < 1).

## Pressão de vapor
É a pressão exercida pela molécula na fase gasosa, fase de vapor. Quanto mais alta for a temperatura da substância mais pressão de vapor ela terá, isso se a substância for a mesma. Se a substância for diferente uma da outra, e elas estiverem na mesma temperatura, a substância que tiver maior facilidade de evaporar, terá maior pressão de vapor (ex.: a acetona tem maior facilidade de evaporar do que a água, então se as duas estiverem a 30° Celsius a acetona será a substância que terá maior pressão de vapor).  

### Abaixamento da pressão de vapor (Tonoscopia)
A relação existente entre o abaixamento da pressão de vapor e concentração é dada pela lei de Raoult, a qual estabelece que:
"Na química, a lei de Raoult (pronuncia-se "Raul") é dedicada a François-Marie Raoult e afirma que a pressão parcial de cada componente em uma solução ideal é dependente da pressão de vapor dos componentes individuais e da fração molar dos mesmos componentes".
uma vez alcançado o equilíbrio na solução, a pressão de vapor total da solução é, pela Lei de Raoult:
Pvap(solução) = Xsolvente . Pvap(solvente puro)
onde
Xsolvente = fração molar do solvente = nsolvente/(nsoluto+nsolvente)
nsolvente = número de mols do solvente
nsoluto = número de mols do soluto
Dessa forma, o abaixamento absoluto de pressão de vapor é:
Pvap(solvente puro) - Pvap(solução) = Pvap(solvente puro) - Xsolvente . Pvap(solvente puro) = Pvap(solvente puro) * (1 - Xsolvente)
Como Xsoluto + Xsolvente = 1, temos que:
Pvap(solvente puro) - Pvap(solução) = Pvap(solvente puro) * Xsoluto)
Assim como o abaixamento de pressão relativa fica:
Pvap(solvente puro) - Pvap(solução)/Pvap(solvente puro) = Xsoluto
Portanto, a comparação entre valores de pressões de vapor reais e valores preditos pela lei de Raoult permite obter informações sobre a força relativa da ligação entre os líquidos presentes na mistura estudada.

## Ebulioscopia e crioscopia
Tanto a elevação do ponto de ebulição e o abaixamento do ponto de fusão são proporcionais à molalidade de soluto em solução, quando considerado em uma solução diluída.

### Elevação do ponto de ebulição (ebulioscopia)
Ponto de ebuliçãototal = Ponto de ebuliçãosolvente + ΔTb
onde
ΔTb = molalidade * Kb * i, (Kb = constante ebulioscópica, a qual é 0,51°C kg/mol para o ponto de ebulição da água; i=  fator de Van't Hoff)
Um solvente atinge a sua pressão máxima de vapor e consequentemente a sua temperatura de ebulição quando há um equilíbrio entre as suas fases líquida e gasosa. Ou seja, a quantidade de partículas que migram do estado líquido para o vapor se iguala com o número das que migram do estado de  vapor de um gás para líquido. Ao adicionar um soluto não-volátil, na prática estaria criando pequenos obstáculos para as moléculas do solvente. Esse fenômeno é causado pela solvatação - a tendência natural do soluto apolar de se dissolver no solvente. Como as partículas do solvente estão "presas" pelas partículas do soluto, elas têm maior dificuldade em passar para o estado gasoso, necessitando de maior energia para tal. Dessa forma, ocorre um aumento na temperatura de ebulição. Vale ressaltar que a pressão máxima de vapor é reduzida durante o processo, pois há menos partículas sendo desprendidas e exercendo pressão na fase líquida da substância.

### Queda do ponto de fusão (crioscopia)
Ponto de fusãosolução = Ponto de fusãosolvente - ΔTf
onde :ΔTf = molalidade * Kf * i, (Kf = constante crioscópica, a qual é -1,86°C kg/mol para o ponto de fusão da água, este é muito preciso; i=  fator de Van't Hoff)
Ponto de congelamento, ou o equilíbrio entre uma fase líquida e sólida geralmente diminui na presença de um soluto em relação a um solvente puro. As partículas de soluto não podem entrar na fase sólida, por isso, menos moléculas participam do equilíbrio. O restabelecimento do equilíbrio é alcançado em uma temperatura mais baixa em que a taxa de congelamento torna-se igual à taxa de fusão.

## Pressão osmótica
Duas leis governam a pressão osmótica de soluções diluidas e foram descobertas pelo botânico alemão Wilhelm Pfeffer e pelo químico neerlandês J. H. van’t Hoff:
1. A pressão osmótica de uma solução diluida a temperatura constante é diretamente proporcional a sua concentração.
2. A pressão osmótica de uma solução é diretamente proporcional a sua temperatura absoluta.

Estas são análogas à lei de Boyle e lei de Charles para gases. Similarmente, a lei dos gases ideais combinada, PV = nRT, tem uma análoga para soluções ideais:
πV = nRTi
onde: π = pressão osmótica; V é o volume; T é a temperatura absoluta; n é o número de moles de soluto; R = 0,082 L.atm/K.mol, a constante dos gases molar; i=  Fator de correção de Van't Hoff